# Giacomo Savelli (cardeal)
Giacomo Savelli (Roma, 12 de fevereiro de 1506 - Roma, 5 de dezembro de 1587), foi um cardeal do século XVI.

## Biografia
Filho do nobre romano Giambattista Savelli e Costanza Bentivoglio. Sua avó paterna, Camilla Farnese, era prima do Papa Paulo III. Seu sobrenome também está listado como de Sabellis. Tio do Cardeal Giulio Savelli (1615). De família aristocrática que incluía o Papa Honório IV (1285-1287); e os cardeais Bertrando Savelli (1216); Giovanni Battista Savelli (1480); Silvio Savelli (1596); Fabrizio Savelli (1647); e Paolo Savelli (1664).
Estudou literatura latina e grega; e direito em Pádua. Camareiro de honra do Papa Paulo III. Protonotário Apostólico.
Criado cardeal-diácono no consistório de 19 de dezembro de 1539; recebeu o barrete vermelho e a diaconia de Santa Lúcia em Silice, 16 de abril de 1540. Administrador da diocese de Nicastro, de 5 de novembro de 1540 até 19 de novembro de 1554. Optou pela diaconia de S. Cosma e Damiano, em 8 de janeiro de 1554. 1543. Administrador da diocese de Teramo, de 13 de abril de 1545 a 26 de maio de 1546. Participou do conclave de 1549-1550 que elegeu o Papa Júlio III. Empatado na Marca Anconitana no pontificado do Papa Júlio III. Optou pela diaconia de S. Nicola em Carcere Tulliano, 9 de março de 1552. Participou do conclave de abril de 1555, que elegeu o Papa Marcelo II, e do conclave de maio de 1555, que elegeu o Papa Paulo IV. Administrador da diocese de Gubbio, de 29 de maio de 1555 a 6 de fevereiro de 1556; renunciou em favor de seu sobrinho Marino Savelli, bispo eleito de Nicastro. Administrador da sé de Nicastro, novamente, 6 de fevereiro de 1556; cardeal Savelli havia mantido o direito de regressus, o direito de retornar; renunciou antes de 26 de janeiro de 1560. Optou pela diaconia de S. Maria in Cosmedin, 16 de dezembro de 1558. Participou do conclave de 1559, que elegeu o Papa Pio IV.
Ordenado em 19 de janeiro de 1560 e no mesmo dia passou para a ordem dos cardeais-presbíteros. Administrador da Sé Metropolitana de Benevento, de 26 de janeiro de 1560 até 17 de maio de 1574. Vigário-geral de Roma, 1560-1587. Juntamente com os cardeais Federico Cesi e Giovanni Girolamo Morone, nomeado para uma comissão para prestar assistência aos pobres e vagabundos de Roma, 27 de junho de 1561. Participou do conclave de 1565-1566, que elegeu o Papa Pio V. Camerlengo do Sagrado Colégio dos Cardeais, 14 de janeiro de 1568 a 14 de janeiro de 1569. Participou do conclave de 1572, que elegeu o Papa Gregório XIII. Optou pelo título de S. Maria in Trastevere, 8 de abril de 1573.
O cardeal Savelli optou pela ordem dos cardeais-bispos e pela sé suburbana de Sabina, em 31 de julho de 1577; ele era o cardeal sacerdote mais antigo da Cúria Romana. Consagrado (nenhuma informação encontrada). Optou pela sé suburbana de Frascati, em 9 de julho de 1578. Optou pela sé suburbana de Porto e Santa Rufina, em 9 de março de 1583. Vice-reitor do Sagrado Colégio dos Cardeais. Participou do conclave de 1585, que elegeu o Papa Sisto V.
Morreu em Roma em 5 de dezembro de 1587 e sepultado na igreja de Gesù. Trinta e nove cardeais e cinquenta outros prelados compareceram ao seu funeral.